# Contenuto d'acqua
Il contenuto d'acqua è una grandezza scalare propria dei terreni. Viene largamente utilizzato nella geotecnica e nella geologia soprattutto a causa della sua enorme influenza sulle caratteristiche di resistenza meccanica dei terreni.
Esso è definito come la quantità, solitamente espressa in percentuale, di acqua presente nel terreno rispetto alla fase solida. In formule, esprimendo con {\displaystyle M_{w}} la massa di acqua nel terreno e con {\displaystyle M_{s}} la massa di granelli solidi, è definita come: 
{\displaystyle w={\frac {M_{w}}{M_{s}}}\%}
Il suo valore è naturalmente pari a zero se il terreno è privo di acqua e normalmente oscilla tra il 20% ed il 70% per terreni argillosi, fino ad arrivare comunque a valori anche molto elevati, come nel caso dell'argilla di Città del Messico in cui può raggiungere anche valori del 300%.
Sperimentalmente il contenuto d'acqua è misurato confrontando il peso del terreno appena prelevato ed il peso del medesimo campione essiccato ad una temperatura di 104 °C per 24 ore: la seconda misurazione rappresenta esattamente il peso della sola parte solida mentre la differenza tra le due misurazioni è il peso dell'acqua originariamente contenuta nel campione.